# NGC 6012
NGC 6012 (другие обозначения — UGC 10083, IRAS15519+1444, MCG 3-40-59, KUG 1551+147, ZWG 107.54, KARA 712, ZWG 108.3, PGC 56334) — галактика в созвездии Змея.
Этот объект входит в число перечисленных в оригинальной редакции «Нового общего каталога».